# Melitaea brenthis
Melitaea brenthis är en fjärilsart som beskrevs av Reuss 1921. Melitaea brenthis ingår i släktet Melitaea och familjen praktfjärilar. Inga underarter finns listade i Catalogue of Life.